# 유윤지
유윤지는 대한민국의 성악가다. 현재 백제종합병원 예연단장을 맡고 있다.

## 방송
- 정다운 가곡의 밤

## 공연
- 아스펜 뮤직 페스티벌 갈라 콘서트
- 이탈리아 스폴렛또 페스티벌
- 가곡과 아리아의 밤
- 스페인 가곡의 밤
- 프랑스 가곡의 밤 및 갈라 콘서트
- 마술피리
- 피가로의 결혼
- 카발레리아 루스티카나
- 씨뇨르 델루죠
- 마법에 걸린 개구쟁이
- 사랑의 정원사
- 창작오페라 산돌 손양원
- 소프라노 유윤지 독창회 (2008)
- 까발레리아 루스티까나 & 팔리앗치 (2009)
- 성남시민과 함께하는 음악여정 (2009)

## 경력
- 백제종합병원 예연단장
- 중앙대학교 대학원 겸임교수
- 총신대, 세종대 공연예술대학원 출강
- 하이든 '넬슨 미사', 모차르트 '대관식 미사', 모차르트 '장엄미사', 베토벤 '합창 환상곡' 등 다수 오라토리오 독창